# Onthohpagus
Onthohpagus là một chi bọ cánh cứng thuộc họ Scarabaeidae.